# Alfred Klaiber
Alfred Friedrich Klaiber (* 9. Dezember 1895 in Schwäbisch Hall; † 8. Juli 1945 in Aldingen (Remseck)) war ein deutscher Politiker (NSDAP). Er war von 1933 bis 1945 Oberbürgermeister der Stadt Esslingen am Neckar.

## Leben
Klaiber studierte Rechtswissenschaften in Tübingen und Heidelberg. 1922 wurde er zum Doktor der Rechte promoviert. Er war Mitglied der Verbindung Normannia Tübingen. Nach der Machtergreifung wurde der Esslinger Gemeinderat aufgelöst und Klaiber als Oberbürgermeister eingesetzt. In dieser Funktion folgte er Ingo Lang von Langen nach. Klaiber war zum 1. Mai 1933 der NSDAP beigetreten (Mitgliedsnummer 3.227.285). Im Zweiten Weltkrieg übernahm die Stadt Esslingen eine Patenschaft für U 577, ein deutsches Unterseeboot der Klasse VII C. Die Patenschaft ging auf das Engagement des Leitenden Ingenieurs des Bootes, Albrecht Mauz, zurück, der aus Esslingen stammte und im Mai 1941 Klaiber kontaktierte. Am 1. Juli 1941 reiste die Esslinger Delegation unter Leitung Klaibers zur Schiffstaufe nach Hamburg. Im Gepäck hatte er unter anderem 50 Flaschen Kessler-Sekt. Am 22. April 1945 war er Teil der Delegation, die die Stadt Esslingen kampflos den amerikanischen Truppen übergab. Anschließend wurde er von der amerikanischen Besatzungsmacht als Oberbürgermeister abgesetzt und durch Emil Mackh ersetzt. Klaiber wurde von der US-Armee ins Internment Camp 71, ein Internierungslager für NS-Funktionäre, gebracht, wo er noch im Juli desselben Jahres verstarb.